# Funzioni di Lauricella
In matematica per serie ipergeometriche di Lauricella o  funzioni di Lauricella si intendono quattro serie ipergeometriche di tre variabili introdotte e studiate da Giuseppe Lauricella nel 1893. 

## Definizioni
Le quattro serie ipergeometriche di Lauricella sono definite come segue:
{\displaystyle F_{A}^{(3)}(a,b_{1},b_{2},b_{3},c_{1},c_{2},c_{3};x_{1},x_{2},x_{3})=\sum _{i_{1},i_{2},i_{3}=0}^{\infty }{\frac {(a)_{i_{1}+i_{2}+i_{3}}(b_{1})_{i_{1}}(b_{2})_{i_{2}}(b_{3})_{i_{3}}}{(c_{1})_{i_{1}}(c_{2})_{i_{2}}(c_{3})_{i_{3}}i_{1}!i_{2}!i_{3}!}}x_{1}^{i_{1}}x_{2}^{i_{2}}x_{3}^{i_{3}},}
{\displaystyle F_{B}^{(3)}(a_{1},a_{2},a_{3},b_{1},b_{2},b_{3},c;x_{1},x_{2},x_{3})=\sum _{i_{1},i_{2},i_{3}=0}^{\infty }{\frac {(a_{1})_{i_{1}}(a_{2})_{i_{2}}(a_{3})_{i_{3}}(b_{1})_{i_{1}}(b_{2})_{i_{2}}(b_{3})_{i_{3}}}{(c)_{i_{1}+i_{2}+i_{3}}i_{1}!i_{2}!i_{3}!}}x_{1}^{i_{1}}x_{2}^{i_{2}}x_{3}^{i_{3}},}
{\displaystyle F_{C}^{(3)}(a,b,c_{1},c_{2},c_{3};x_{1},x_{2},x_{3})=\sum _{i_{1},i_{2},i_{3}=0}^{\infty }{\frac {(a)_{i_{1}+i_{2}+i_{3}}(b)_{i_{1}+i_{2}+i_{3}}}{(c_{1})_{i_{1}}(c_{2})_{i_{2}}(c_{3})_{i_{3}}i_{1}!i_{2}!i_{3}!}}x_{1}^{i_{1}}x_{2}^{i_{2}}x_{3}^{i_{3}},}
{\displaystyle F_{D}^{(3)}(a,b_{1},b_{2},b_{3},c;x_{1},x_{2},x_{3})=\sum _{i_{1},i_{2},i_{3}=0}^{\infty }{\frac {(a)_{i_{1}+i_{2}+i_{3}}(b_{1})_{i_{1}}(b_{2})_{i_{2}}(b_{3})_{i_{3}}}{(c)_{i_{1}+i_{2}+i_{3}}i_{1}!i_{2}!i_{3}!}}x_{1}^{i_{1}}x_{2}^{i_{2}}x_{3}^{i_{3}},}
dove {\displaystyle (a)_{i}} denota il simbolo di Pochhammer, cioè
{\displaystyle (a)_{i}:=a(a+1)\dots (a+i-1).}
Lauricella ha anche indicato l'esistenza di altre dieci interessanti funzioni ipergeometriche di tre variabili. Queste sono state individuate e studiate da Saran nel 1954. Si parla anche delle 14 funzioni ipergeometriche di Lauricella-Saran. 

## Generalizzazioni
Le quattro serie introdotte da Lauricella si possono estendere direttamente ad altrettante funzioni di {\displaystyle n} variabili come segue:
{\displaystyle F_{A}^{(n)}(a,b_{1},\ldots ,b_{n},c_{1},\ldots ,c_{n};x_{1},\dots ,x_{n})=\sum _{i_{1},\ldots ,i_{n}=0}^{\infty }{\frac {(a)_{i_{1}+\ldots +i_{n}}(b_{1})_{i_{1}}\ldots (b_{n})_{i_{n}}}{(c_{1})_{i_{1}}\ldots (c_{n})_{i_{n}}i_{1}!\ldots i_{n}!}}x_{1}^{i_{1}}\ldots x_{n}^{i_{n}};}
{\displaystyle F_{B}^{(n)}(a_{1},\ldots ,a_{n},b_{1},\ldots ,b_{3},c;x_{1},\ldots ,x_{n})=\sum _{i_{1},\ldots ,i_{n}=0}^{\infty }{\frac {(a_{1})_{i_{1}}\ldots (a_{n})_{i_{n}}(b_{1})_{i_{1}}\ldots (b_{n})_{i_{n}}}{(c)_{i_{1}+\ldots +i_{n}}i_{1}!\ldots i_{n}!}}x_{1}^{i_{1}}\ldots x_{n}^{i_{n}};}
{\displaystyle F_{C}^{(n)}(a,b,c_{1},\ldots ,c_{n};x_{1},\ldots ,x_{n})=\sum _{i_{1},\ldots ,i_{n}=0}^{\infty }{\frac {(a)_{i_{1}+\ldots +i_{n}}(b)_{i_{1}+\ldots +i_{n}}}{(c_{1})_{i_{1}}\ldots (c_{n})_{i_{n}}i_{1}!\ldots i_{n}!}}x_{1}^{i_{1}}\ldots x_{n}^{i_{n}};}
{\displaystyle F_{D}^{(n)}(a,b_{1},\ldots ,b_{n},c;x_{1},\ldots ,x_{n})=\sum _{i_{1},\ldots ,i_{n}=0}^{\infty }{\frac {(a)_{i_{1}+\ldots +i_{n}}(b_{1})_{i_{1}}\ldots (b_{n})_{i_{n}}}{(c)_{i_{1}+\ldots +i_{n}}i_{1}!\ldots i_{n}!}}x_{1}^{i_{1}}\ldots x_{n}^{i_{n}}.}
Talora il termini serie ipergeometriche di Lauricella denota queste stesse serie.

## Riduzioni
Quando si riducono le variabili a due si ottengono le serie ipergeometriche di Appell come segue: 
{\displaystyle F_{A}\equiv F_{2},\qquad F_{B}\equiv F_{3},\qquad F_{C}\equiv F_{4},\qquad F_{D}\equiv F_{1}.}
Se ci si riduce ad una variabile tutte le quattro funzioni si riducono alla serie ipergeometrica di Gauss
{\displaystyle _{2}F_{1}(a;b;c;x).}
Queste definizioni sono generalizzazioni della definizione della serie ipergeometrica.